# افرای شاندونگ
افرای شاندونگ (نام علمی: Acer truncatum) نام یک گونه از سرده افرا است.